# 디아지오
디아지오(Diageo)는 영국 런던에 본사를 두고 있는 세계 최대의 프리미엄 주류 회사로 1997년 설립됐다. 전 세계 180여개국에 진출해 있으며, 상위 20개 프리미엄 브랜드 중 조니워커, 스미노프, 기네스, 베일리스, J&B, 캡틴모건, 텐커레이, 씨락스, 돈훌리우 등 9개를 보유하고 있다. 런던 주식거래소와 뉴욕주식거래소에 상장되어 있다. 2018년 매출은 한화 22조이며 영업이익은 6조이다.

## 브랜드
- 스미노프
- 기네스
- 홉 하우스 13
- 베일리스 (Baileys, 리큐르, 1974년 아일랜드에서 개발되었다. )
- J&B, 캡틴모건
- 텐커레이
- 씨락스
- 돈훌리우 (Don Julio, 데낄라)

### 위스키
- 조니워커
- 윈저
- 딤플
- W시리즈 : 35도